# Upeneus luzonius
Upeneus luzonius is een straalvinnige vissensoort uit de familie van de zeebarbelen (Mullidae). De wetenschappelijke naam van de soort is voor het eerst geldig gepubliceerd in 1907 door Jordan & Seale.